# 温江 (与謝野町)
温江（あつえ）は、京都府与謝郡与謝野町の大字。郵便番号は629-2413。住民基本台帳に基づく人口は496人、世帯数は218世帯（2024年3月31日現在）。
大江山山麓に位置し、麻呂子親王が鬼退治の際に神像を作って奉納した大虫神社など3つの式内社や、作山古墳群や鴫谷古墳、複数の城址など古代から中世にかけての数多くの史跡がある。

## 地理
旧加悦町域の東方にある。背後の東北部と南西部には大江山の山並みが連なり、その山裾と、これらの山地を源流として西に向かって流れる温江川の扇状地に耕地が拓かれ、その周囲に複数の集落が点在する地域である。総面積 6,708,136.613平方メートル。小学校区は与謝野町立桑飼小学校。

### 自然

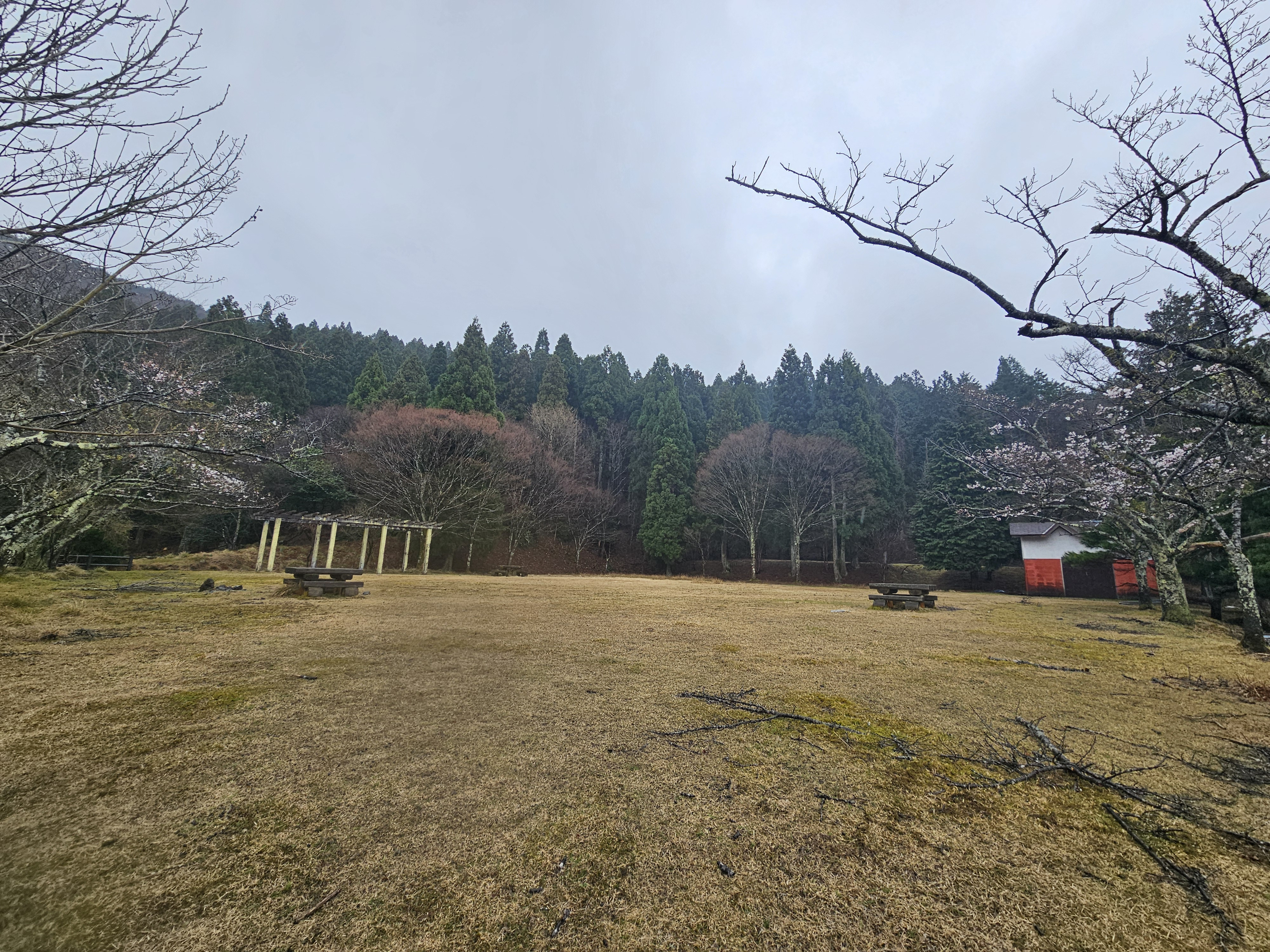
大江山の池ヶ成公園

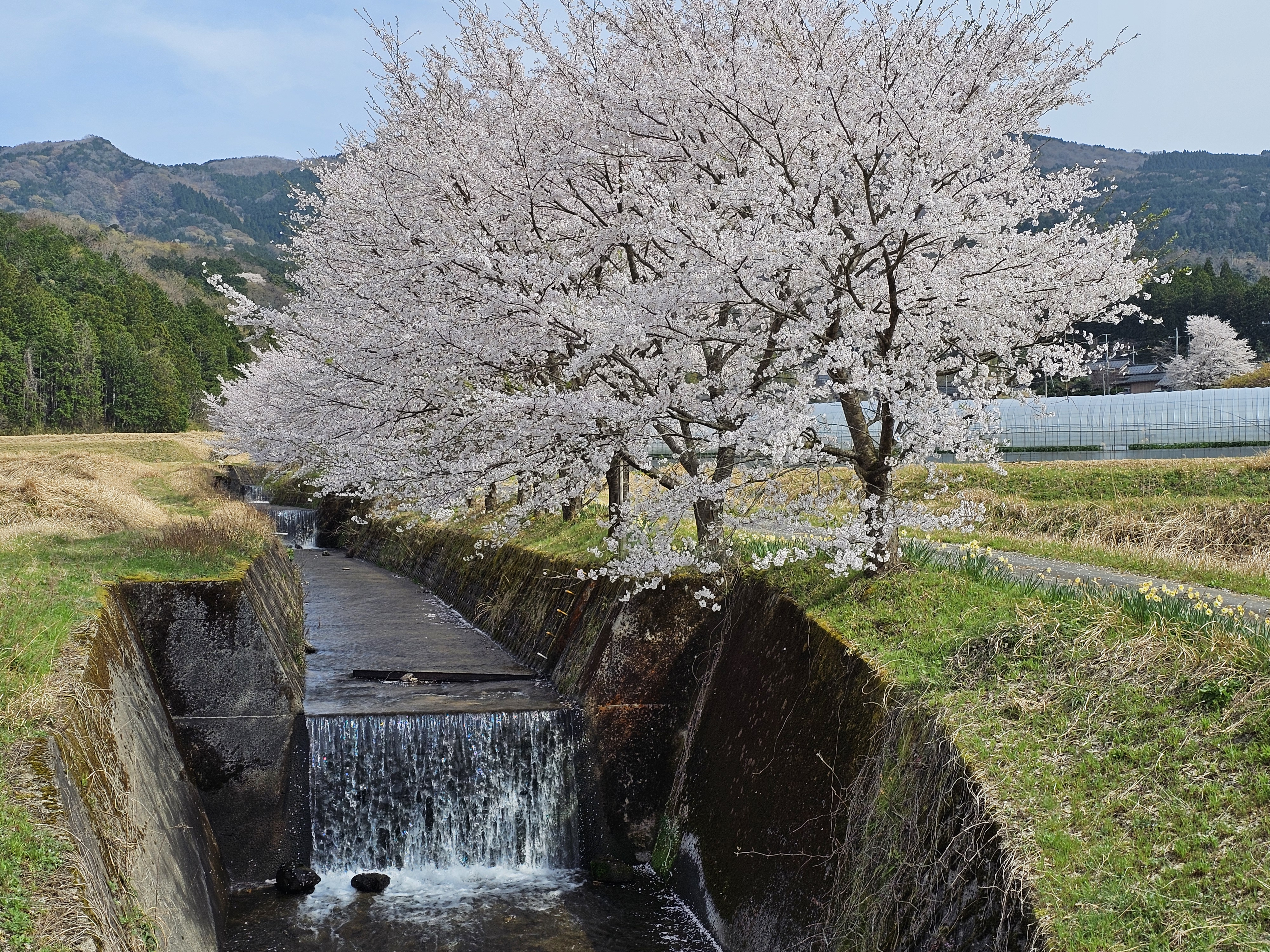
温江川

- 大江山 - 温江地区から、丹後天橋立大江山国定公園の池ケ成公園につながる登山道があり、ハイキングや登山マラソンコースの一画として整備されている[11][12]。
  - 池ケ成公園 - 大江山の中腹にあり、大虫神社の旧跡である御手洗池や踏石が残る[13][14]。
- 温江川 - 野田川の支流。地区内を流れる[8]。
- すんがはらの滝 - 2003年（平成15年）に発見された[15]。

### 小字
温江地区の東南には、大江山中腹の「池ケ成」を中心に、「かぶと岩」「馬かくし」「千町岩」「御手洗の池」など、麻呂子親王の鬼退治伝説にまつわる地名が多く残る。
また、虫本集落の小字土山（堂山ともいう）にかつて七堂伽藍の寺院があったという伝承があり、多少の遺構とともに「一蓮房」の地名が残る。

#### 角川日本地名大辞典掲載の小字
角川日本地名大辞典に掲載されている小字は以下の通りである。
- 中上司
- 小森谷
- ヲサ
- 岡田
- 谷垣
- 堀池
- 石郡
- 中島
- 鴫谷
- 組ケ岡
- 川向
- 檜谷
- 百合
- 京極
- 笛吹
- 粟谷
- 粟峠
- 段垣
- 湯舟
- 牛ケ谷
- カニケ谷
- 滝ケ谷
- 赤尾
- 棒付
- 柳谷
- 椎ノ木谷
- 中田
- 土山
- 一連防（一蓮房？）
- ホツロ原
- 蛇谷
- 西谷
- 中村
- 尾白山
- 茶臼畑
- 虫本
- ホリ
- 家ケ坪
- 宮ノ谷
- 百合山
- ミグミ
- 奥手
- スカリ
- ヒヤケ
- 温ノ谷
- 山ノ神
- 峠ノ谷
- 荒神ノ下
- 尾ノ上
- 城
- 久ノ木
- 分田
- 下町
- 尾上
- 湯ノ谷
- 奥手
- 虫本
- 土山
- 大江山
- 小峠
- 粟谷
- 百合
- 谷垣

#### 登記ねっと掲載の小字
法務省の登記ねっと（オンライン登記情報検索サービス）に掲載のある小字は以下の通りである。
- 赤尾
- 粟谷
- 粟峠
- 家ケ坪
- 石郡
- 一連防
- 牛ケ谷
- 大江山
- 岡田
- 奥手
- ヲサ
- 尾白山
- 尾ノ上
- カニケさこ
- 川向
- 京極
- 組ケ岡
- 荒神ノ下
- 小峠
- 小森谷
- 蛇谷
- 十連防
- 椎ノ木谷
- 鴫谷
- 城
- スカリ
- 大門
- 段垣
- 滝ケ谷
- 谷垣
- 玉ノ木
- 茶臼畑
- 寺ノ谷
- 土山
- 峠ノ谷
- 中島
- 中上司
- 中田
- 中村
- 西谷
- 檜谷
- ヒヤケ
- 笛吹
- 棒付
- ホツロ原
- ホリ
- 堀池
- 丸山
- ミグミ
- 宮ノ口
- 宮ノ谷
- 虫本
- 柳谷
- 山ノ神
- 湯ノ谷
- 湯舟
- 百合
- 百合山

また、字温江（元仲縄）の小字は以下の通りである。
- 久ノ木
- 下町
- 分田

## 世帯数・人口
江戸時代後半、宮津藩・本庄宗秀の時代の戸数取調帳によると、温江村の戸数は153戸、人口は605人だった。幕末期、153戸の内訳は本百姓（「高持百姓」と記録される）が131戸、水呑百姓が21戸、出家1戸で、人口は604人であったという。
1888年（明治21年）の世帯数は144戸。
1980年（昭和55年）頃の時点で世帯数211戸、人口857人。
2009年（平成21年）時点で、世帯数は253戸、人口699人。
2020年（令和2年）時点で世帯数194戸、人口478人。

## 歴史

### 先史・中世

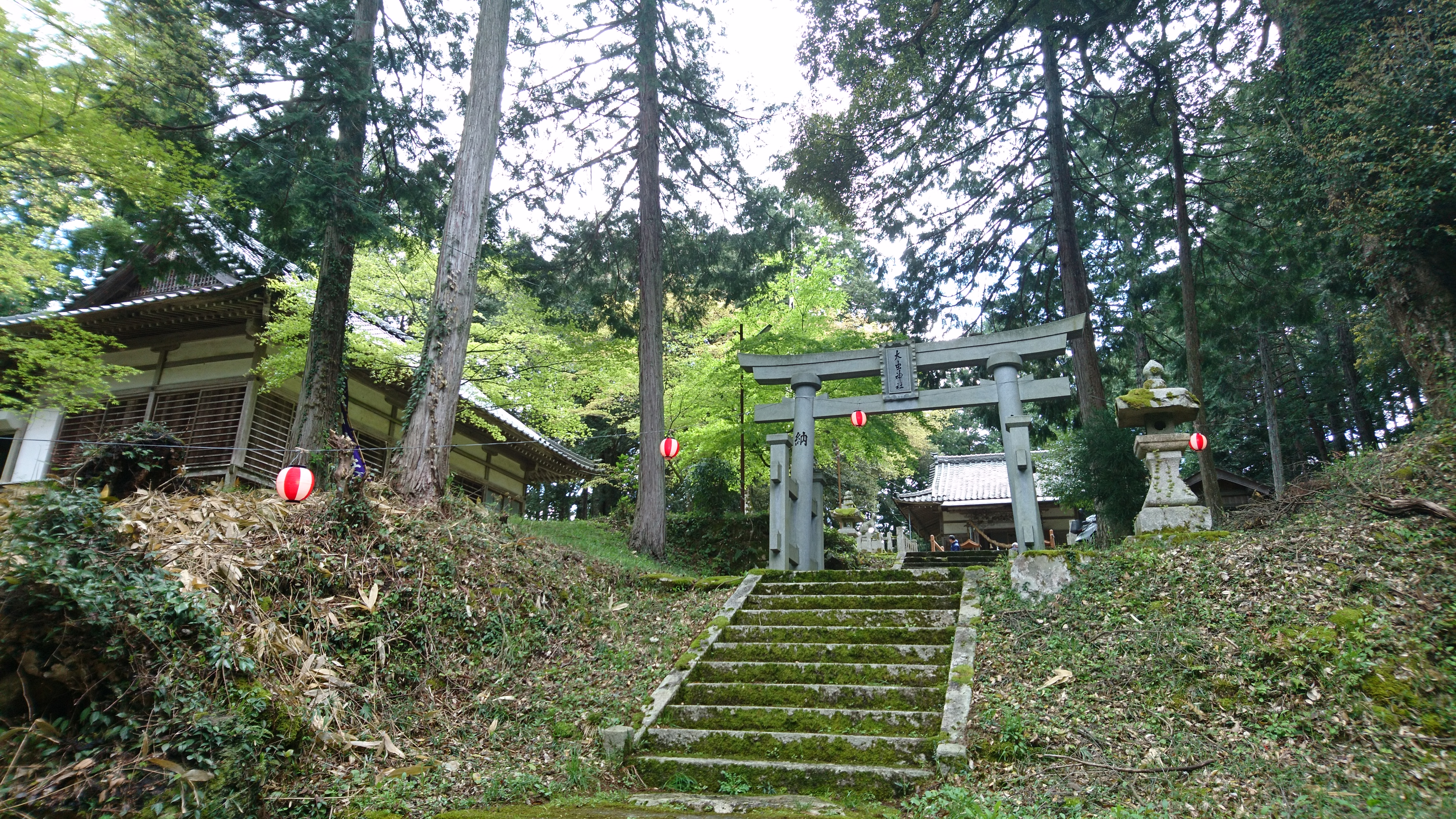
大虫神社

温江川の右岸に縄文時代から平安時代にかけての集落跡（複合遺跡）である中上司遺跡があり、文化財指定を受ける鴫谷古墳や古墳時代前期の変形方格規矩鏡や鉄刀が出土した温江丸山古墳など約10基の古墳が現存する。
温江は、「和名抄」に名のある丹後国与謝郡七郷の1つの謁叡（あちえ）郷にあたり、この地名は奈良時代から平安時代の文献に登場する。高山寺本の訓では「安知江」。「アチ」は「アツ」または「アタ」から転じて温泉を表す語であり、「エ」は「ユ（湯）」が転訛した地名と考えられ、古代に温泉があった可能性が指摘されている。また、低地・窪地の意味もあるともいう。また、織物や縫物の技術を伝えた渡来人の阿知使主（あちのおみ）に由来するともいう。
平城宮跡から出土した貢進札に「与社郡謁□郷□原里土部古□」（平城宮跡出土木簡2-2256)とあるのが現存する最古の文献記録とみられるが、実際の歴史はさらに古く、大虫神社・小虫神社など複数の式内社が集中して存在するほか、丹後半島においても特に大規模な古墳が数多く発見されていることからも、4世紀に強勢を誇り繁栄した丹後半島において中心地のひとつであったと考えられている。
城址では、稲貝豊後守の稲葉城址、匹田孫四郎の温江城址、藤田左衛門氏輝の谷垣城址、新井佐吉郎の尾上城址など、中世の山城址が複数ある。小字虫本の大虫神社からは、平安末期から鎌倉時代のものと思われる法華経の紙片が納められた経筒も出土している。

### 近世・近代

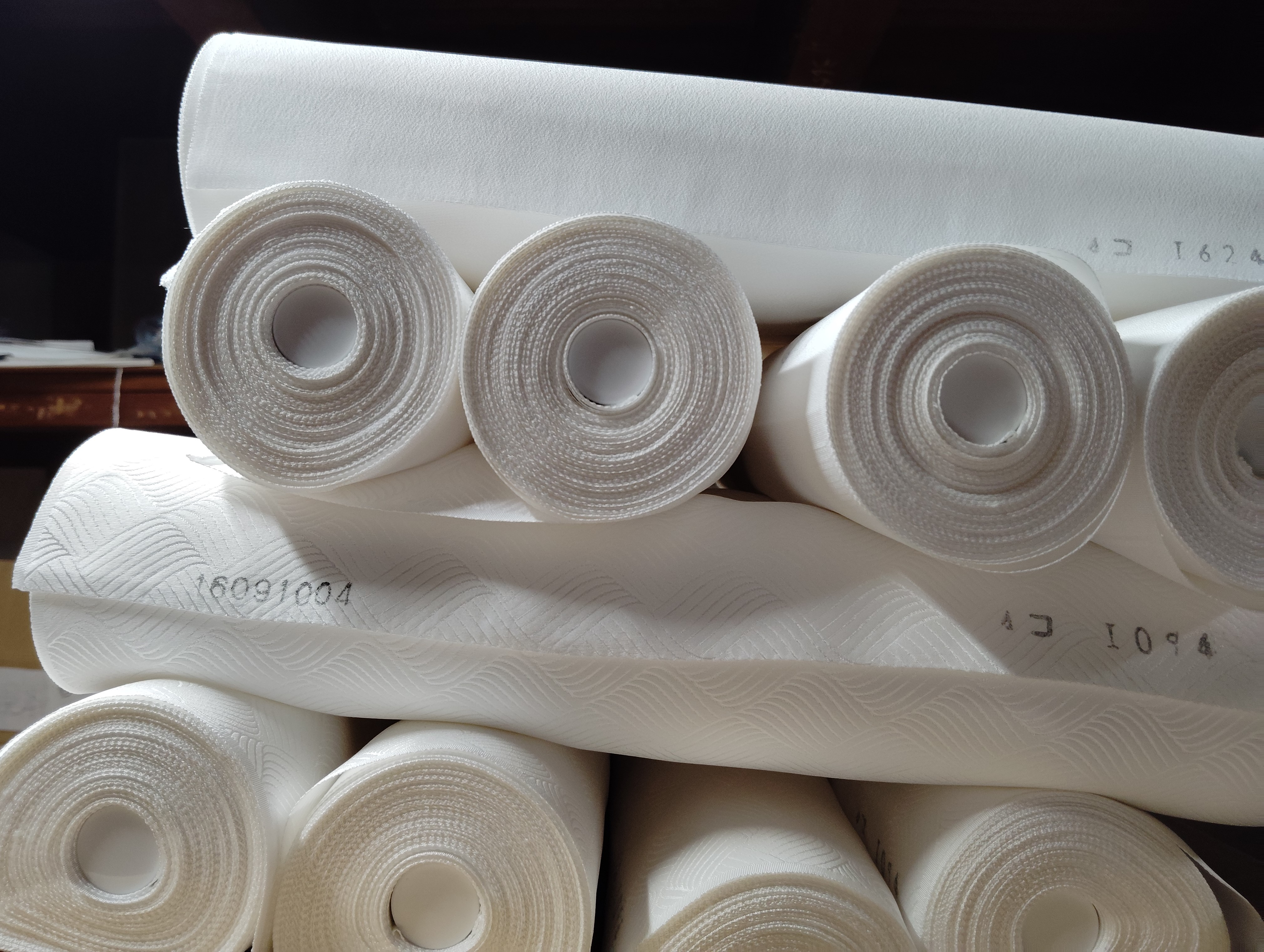
丹後ちりめん

江戸時代から1889年（明治22年）にかけての行政地名は温江村。江戸時代初期には宮津藩領であり、寛文6年（1666年）に幕府領となった。寛文9年（1669年）に宮津藩領、延宝8年（1680年）に幕府領、天和元年（1681年）以降は宮津藩領とたびたび所属替えになっていた。慶長検地郷村帳に高1,212石余「温江村」とあり、『天和元年宮津領村高帳』によれば延宝9年（1681年）の延高で1,346石余となった。
丹後ちりめん発祥後、宮津藩文書によれば明和3年（1766年）の機数は5機であったが、享和3年（1803年）の御領分縮緬屋御鑑札御改帳によると15機。また、他にも新機は5機と記録されており、機業の増加が記録されている。『与謝郡誌』では文化年間の機数が2であったところ、嘉永年間には21、文久年間に18と移行しており、慶応2年（1866年）の記録によれば「糸仲買手先人」が4人いた。
1871年（明治4年）宮津県、豊岡県と変遷したのち、1876年（明治9年）に京都府に入る。このとき、中縄村にあった温江の飛地の田24町の扱いが、地券交付にあたって小作農をしていた三河内村と争いになり、1877年（明治10年）に温江村が上訴。結果、温江村が9,500円を三河内村に支払い、温江村に土地が返還された。
1889年（明治22年）4月1日の町村制の施行により、近世以来の温江村、明石村、香河村が合併して与謝郡桑飼村が発足し、温江は桑飼村の大字になった。

### 現代

#### 昭和時代

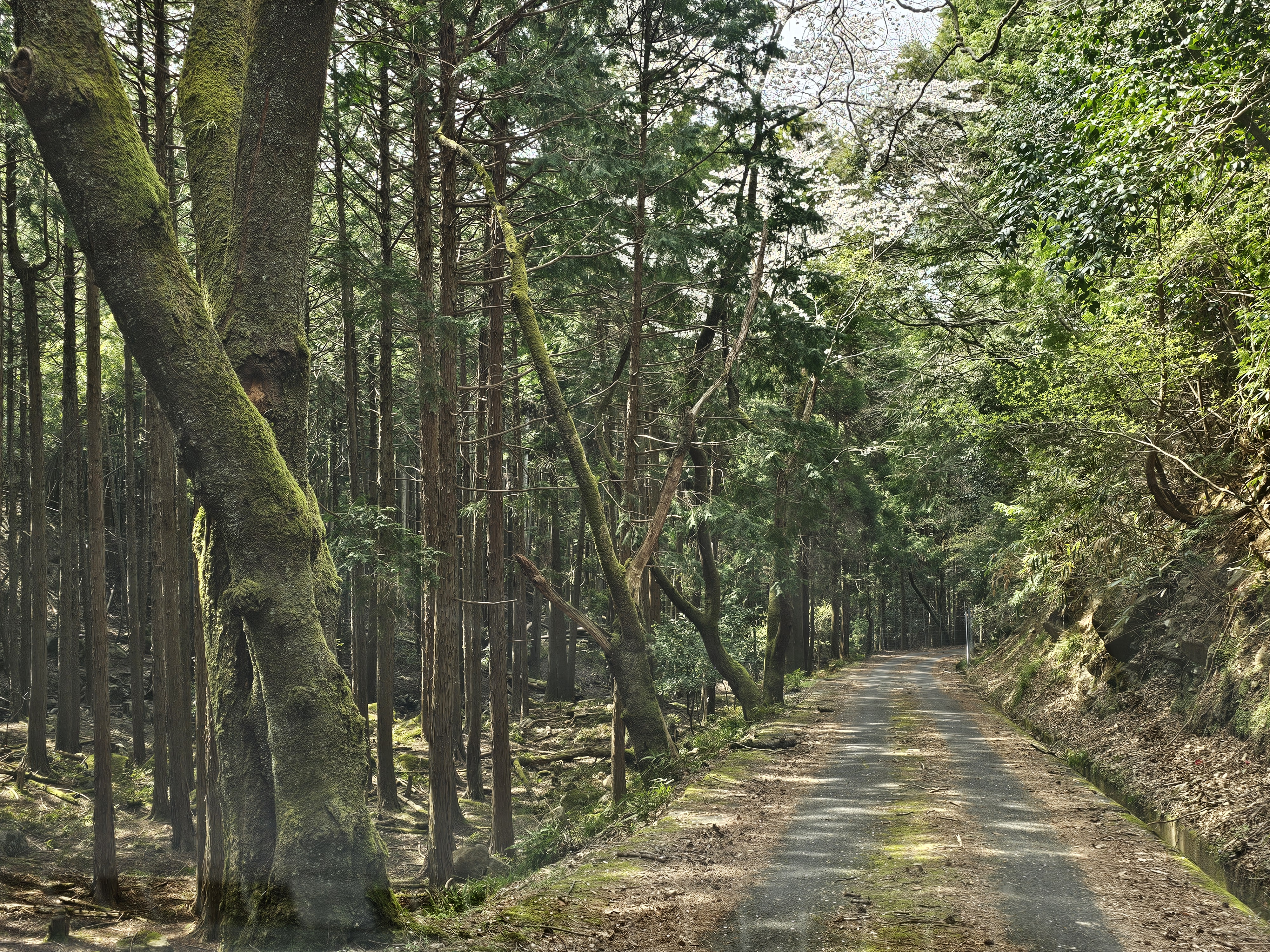
温江・ダイラ林道

1954年（昭和29年）12月1日、桑飼村、与謝村、加悦町が合併して、改めて加悦町が発足した。
1957年（昭和32年）温江水道が完成する。
1960年（昭和35年）温江・ダイラ林道が竣工する。森林開発と大江山観光開発への布石との一石二鳥をねらったもので、温江の小字虫本を起点に大江山の標高600メートル地点にある池ケ成スキー場までの幅3.6メートル、全長3,360メートルの計画だった。第二期工事は1967年（昭和42年）8月から翌1968年（昭和43年）3月の完工をめざして行われ、地元の石田建設によってブルドーザー4台が投入された。林道の完成により、森林開発としては264ヘクタールの民有林の造林や搬出作業の大動脈となることが期待され、観光開発としては大江山登山を容易にする車道・遊歩道として期待された。
1961年（昭和36年）7月、温江地区内の虫本公民館が落成した。1967年（昭和42年）1月には、温江公民館も落成した。
1971年（昭和46年）度、京都府教育委員会が推進していた社会教育事業「ろばた懇談会（通称：ロバコン）」において、温江を含む与謝郡加悦町桑飼地区は住民活動推進地域の指定を受け、桑飼地区を構成する3地区（温江、明石、香河）は共通課題を「住みよい魅力ある郷土社会をつくろう」と定めたが、香河（かご）は大半が農業、明石（あけし）は農業と機業、温江は大半が機業とその主産業の性格が異なっていたため、具体的にはそれぞれ各地区の公民館主事が中心となった。温江地区では「機業主婦の健康管理」「祭典、すなわち太刀振りの復活」「大江山林道管理と青年の家の誘致」について重点的に取り組みがスタートした。
1972年（昭和47年）3月、町営住宅の尾上団地10戸が完成する。尾上住宅団地は地域住民から総面積6,718平方メートルの土地が提供されて加悦町（当時）における最大規模の町営住宅団地として計画されたもので、同年のうちに続いて9戸の建設計画が進められており、1974年（昭和49年）にも8戸が建設された。最終的には38戸居住100人ほどの住居の確保が目標とされた計画だった。
1978年（昭和53年）、「京都府青少年加悦山の家」が大江山登山口に開業した。木造平屋建てで11室の客室と研修室を備え、京都府から無償貸与を受けた加悦町が温江区に管理運営を委託し、小中学生のクラブ活動合宿などに活用されるようになった。
1979年（昭和54年）2月、温江上水場拡張工事が開始される。

#### 平成・令和時代

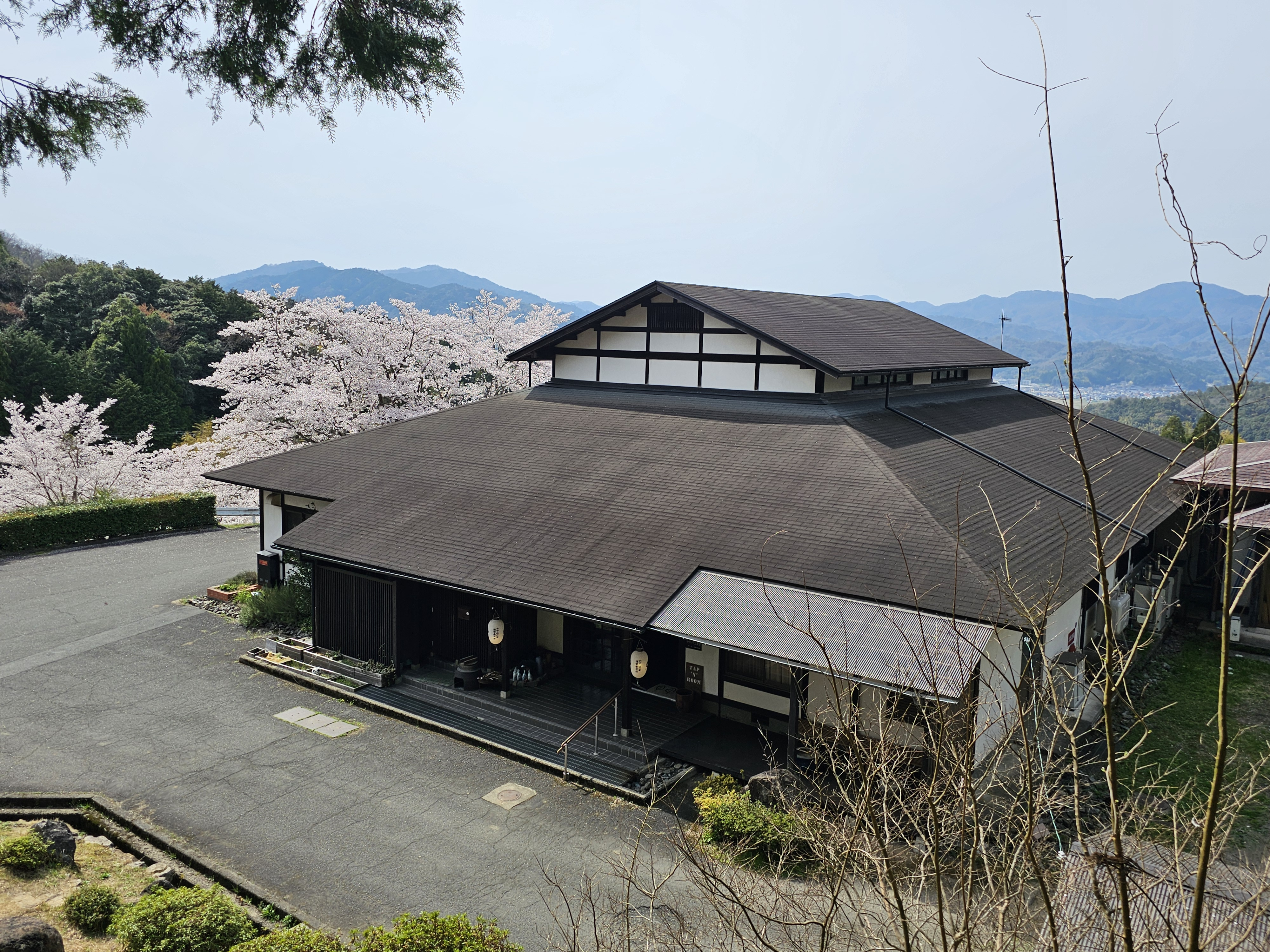
かや山の家

1993年（平成5年）3月、鴫谷東古墳が京都府指定文化財に指定された。
2006年（平成18年）3月1日、加悦町、岩滝町、野田川町が合併して与謝野町が発足した。
2009年（平成21年）3月、大江山登山口にあった京都府所管の宿泊研修施設「京都府青少年加悦山の家」が、与謝野町の所管となってかや山の家に改称した。2021年（令和3年）3月、改修工事が行われ、与謝野町内で初めてジビエ解体加工施設を併設された。与謝野町はじめ京都府北部では野生動物による農作物への被害が深刻化しており、与謝野町ではその8割がシカ害とされる。2020年（令和2年）の被害総額は約480万円に上り、約1,000頭が捕獲・駆除されていたが、処理施設がないため従来はほとんど廃棄されており、その有効活用が図られている。

## 施設
- 温江公民館
- 虫本公民館
- 大虫の里浄化センター

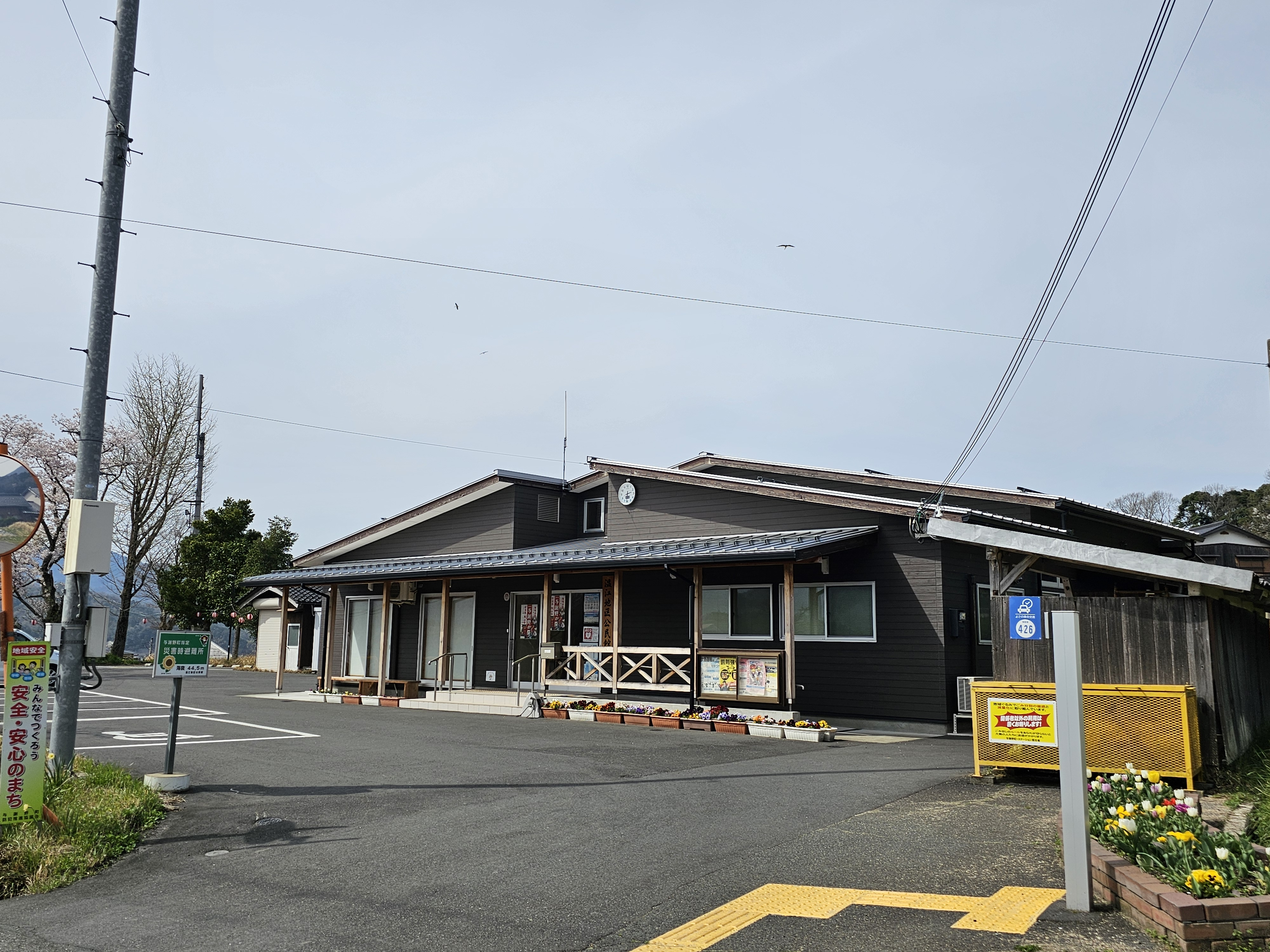
与謝野町の温江公民館

- 陶真窯 - 2002年（平成14年）に移住した宮津市出身の陶芸作家・真下秀美（1946年生-,川尻一寛に師事）の窯元で、陶芸教室や、ギャラリー「婆娑羅」（2007年開設）を併設する[10][42]。
- かや山の家 - 大江山登山口にある宿泊施設で、旧名は「京都府立加悦青少年山の家」[8]。2009年（平成21年）3月に京都府から与謝野町へ無償譲与された[10]。
- あつえ彩菜館 - 地産地消の農産物や食品販売を介した地域振興を図り開設された[43]。

このほか、飛び地にあるショッピング・プラザ「ウィル」がある。

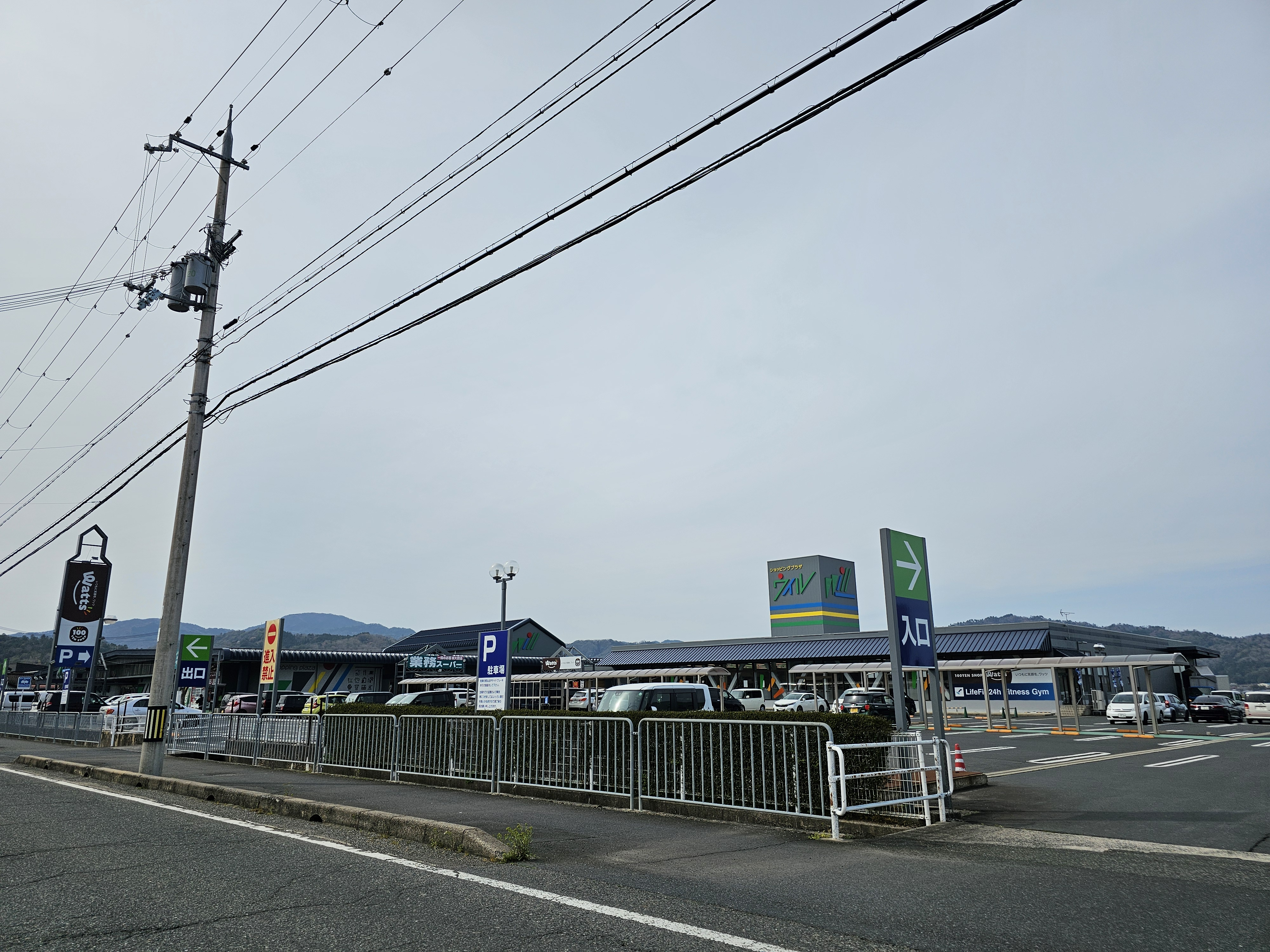
飛地にあるショッピングプラザ・ウィル

## 名所・旧跡

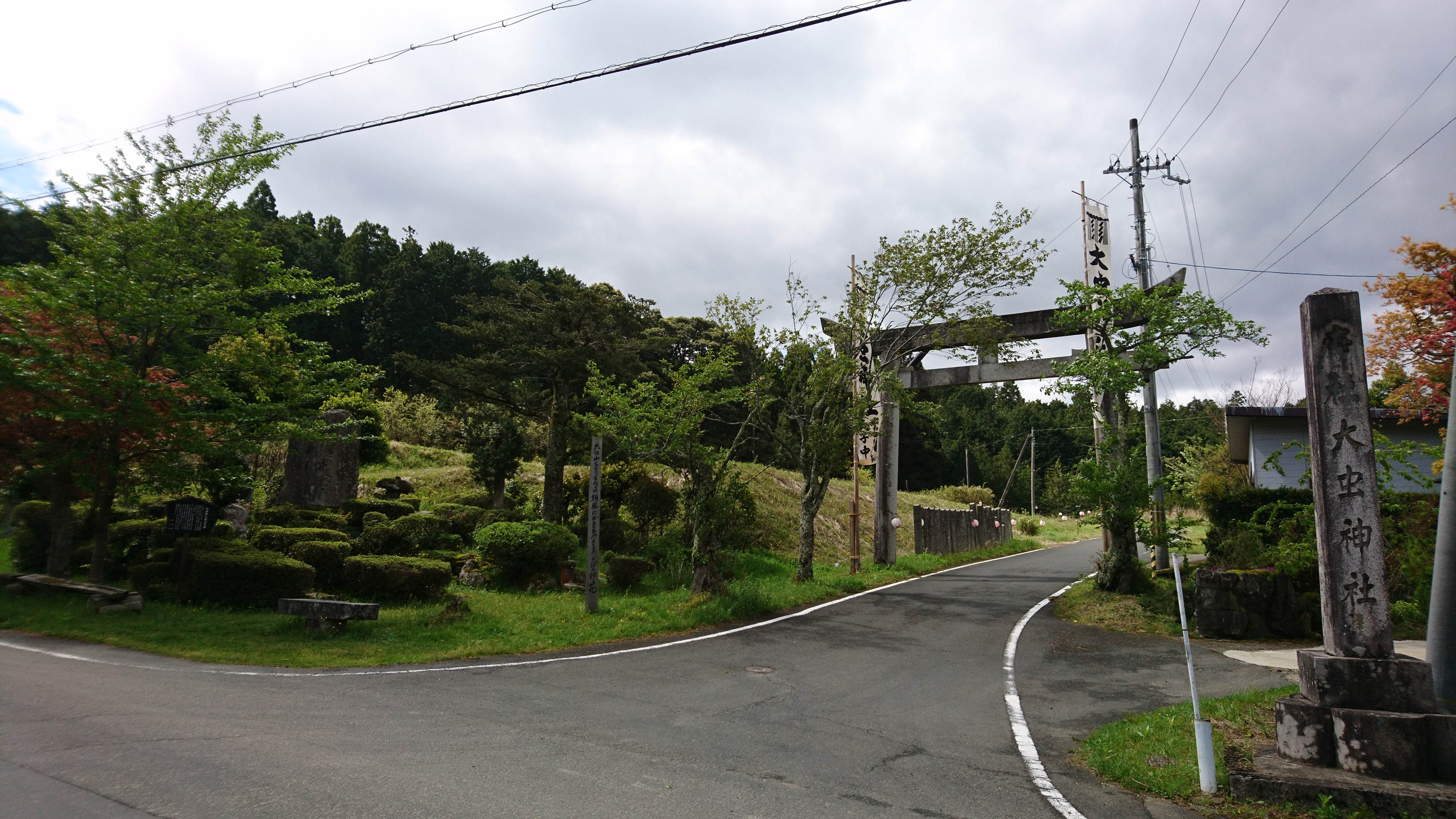
（右）与謝野礼厳追念碑、（左）大虫神社一の鳥居

### 寺社
- 大虫神社 - 小字虫本にある神社。式内社、旧府社。もともとは大江山中腹の温江小字池ヶ成に鎮座していたが、中世に現在地へ遷座された[44]。
  - 阿知江神社 - 大虫神社の境内社。式内社。かつては温江小字湯の谷にあったが、1880年（明治14年）に大虫神社に合祀された[45]。
- 小虫神社 - 小字本村にある神社。式内社。
- 木積神社
- 稲荷神社
- 常栖寺 - 小字百合にある臨済宗妙心寺派の寺院[8]。温江地区唯一の寺であり、与謝野礼厳に関する資料や、数百年の由来がある軸物や2畳ほどもある地獄極楽図などの絵画を多数所蔵し、1970年代には町の文化祭に「秘宝展」を出展した[37]。1983年（昭和58年）に庭園が京都府指定名勝に指定された[46]。2022年（令和4年）には「紙本墨画淡彩禅宗祖師図 狩野内膳筆 六曲屏風」が京都府指定文化財に指定された[47]。

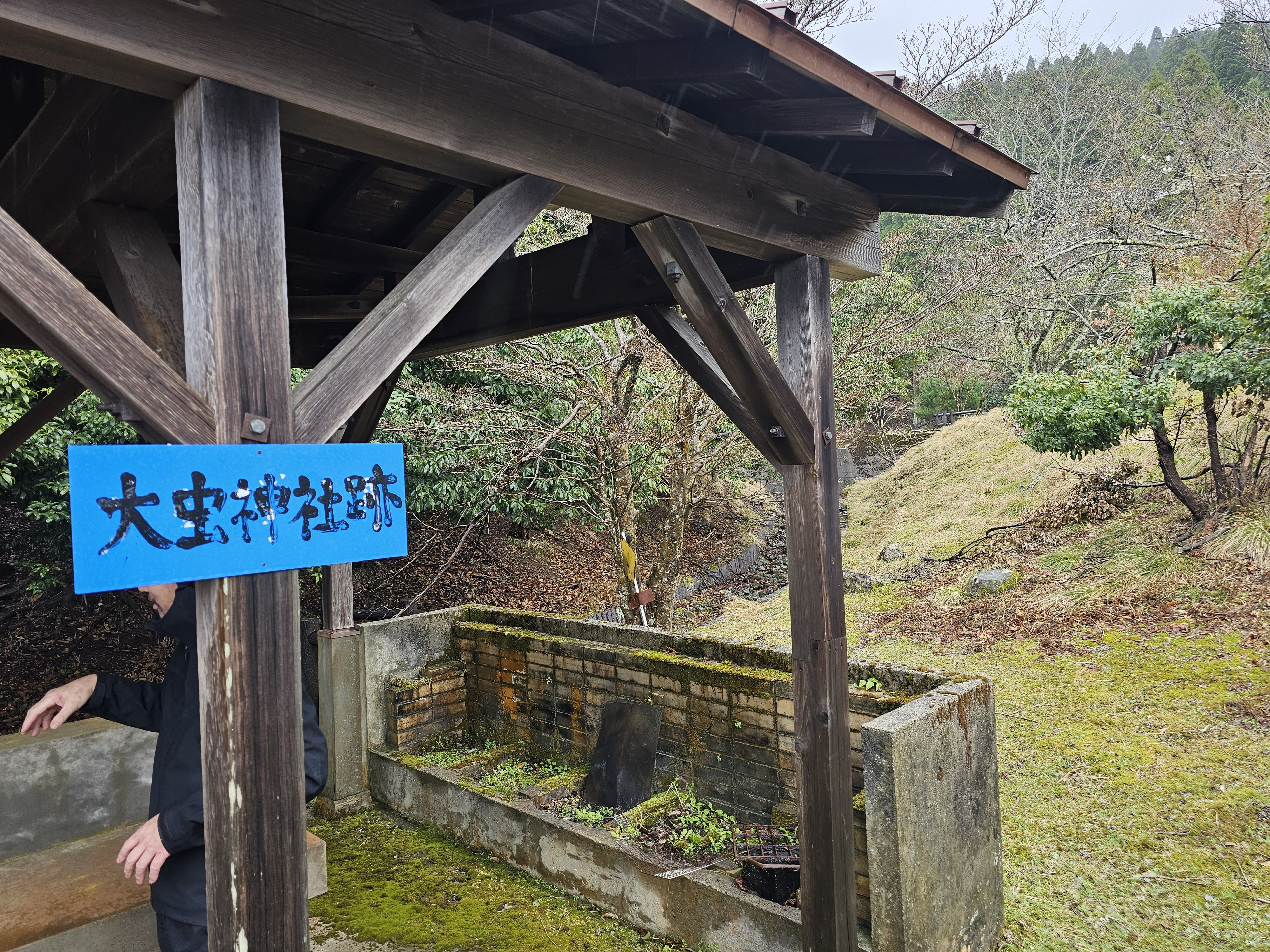
大江山にある大虫神社の旧跡
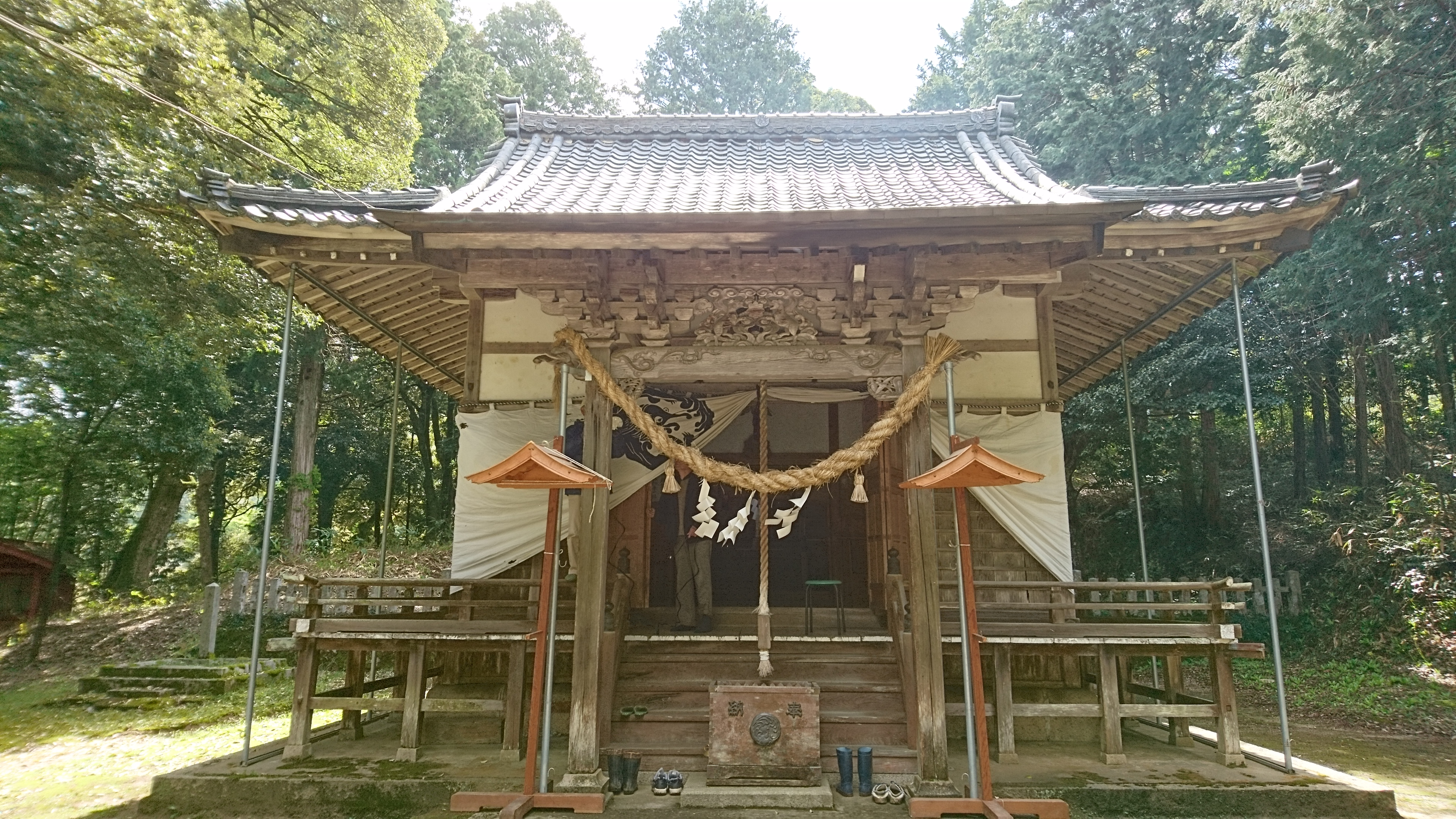
大虫神社
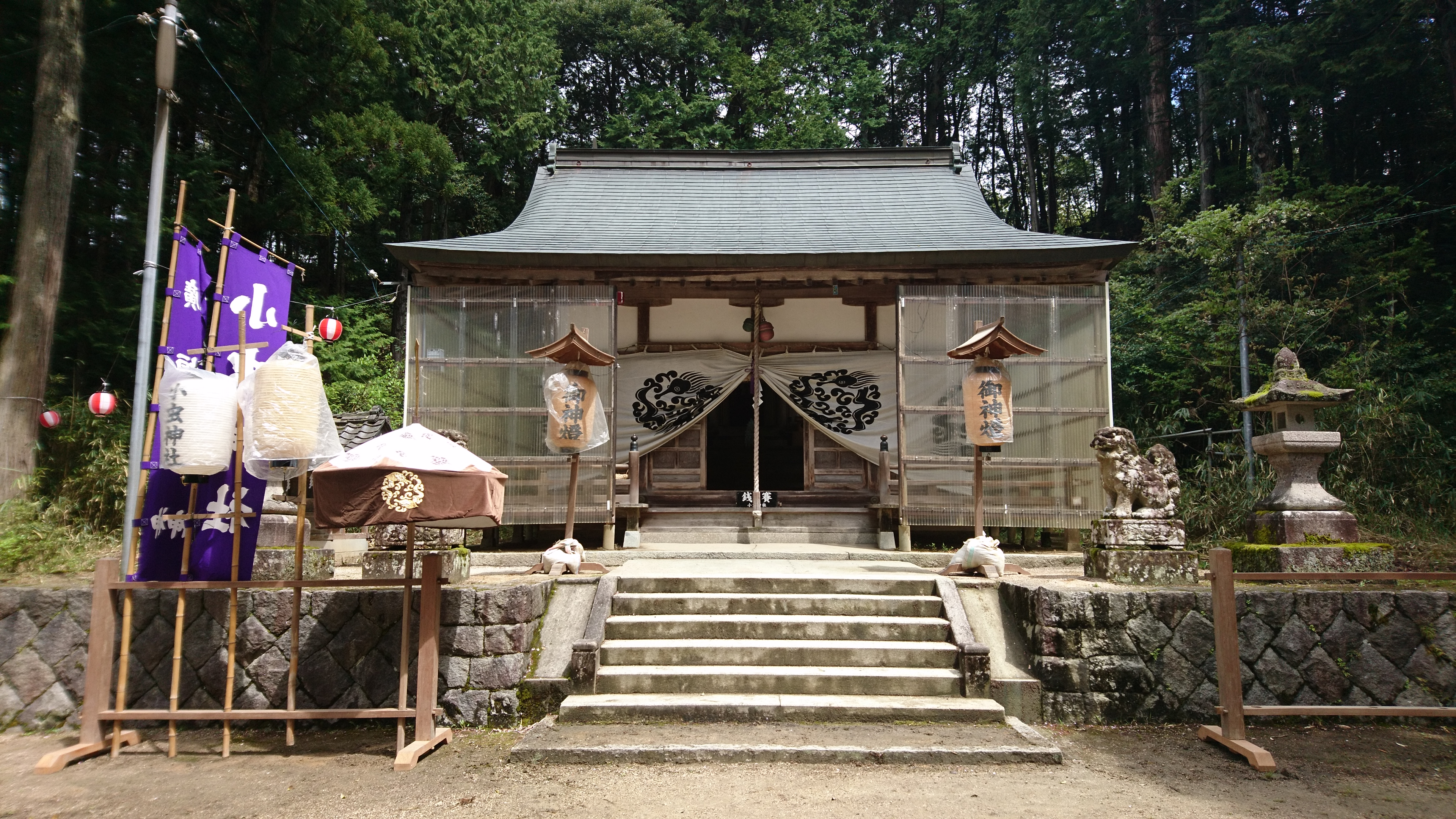
小虫神社
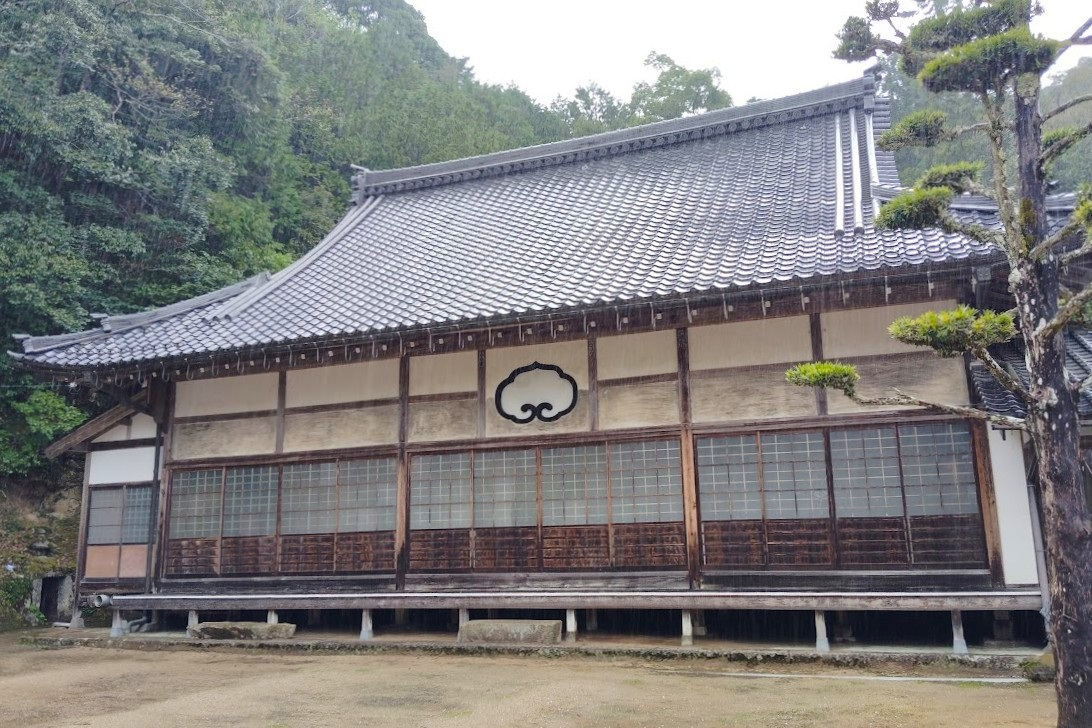
常栖寺
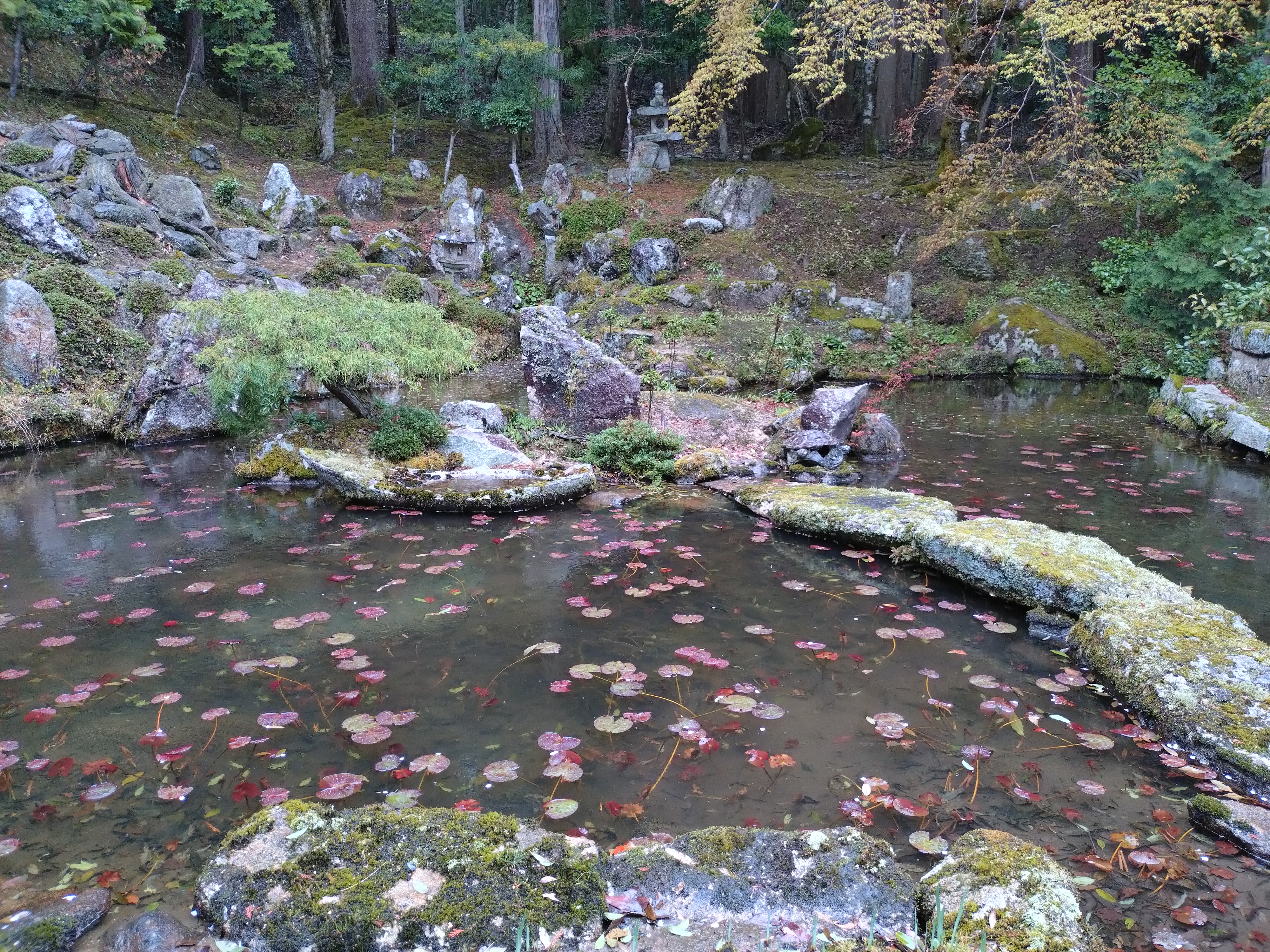
常栖寺庭園

### 史跡

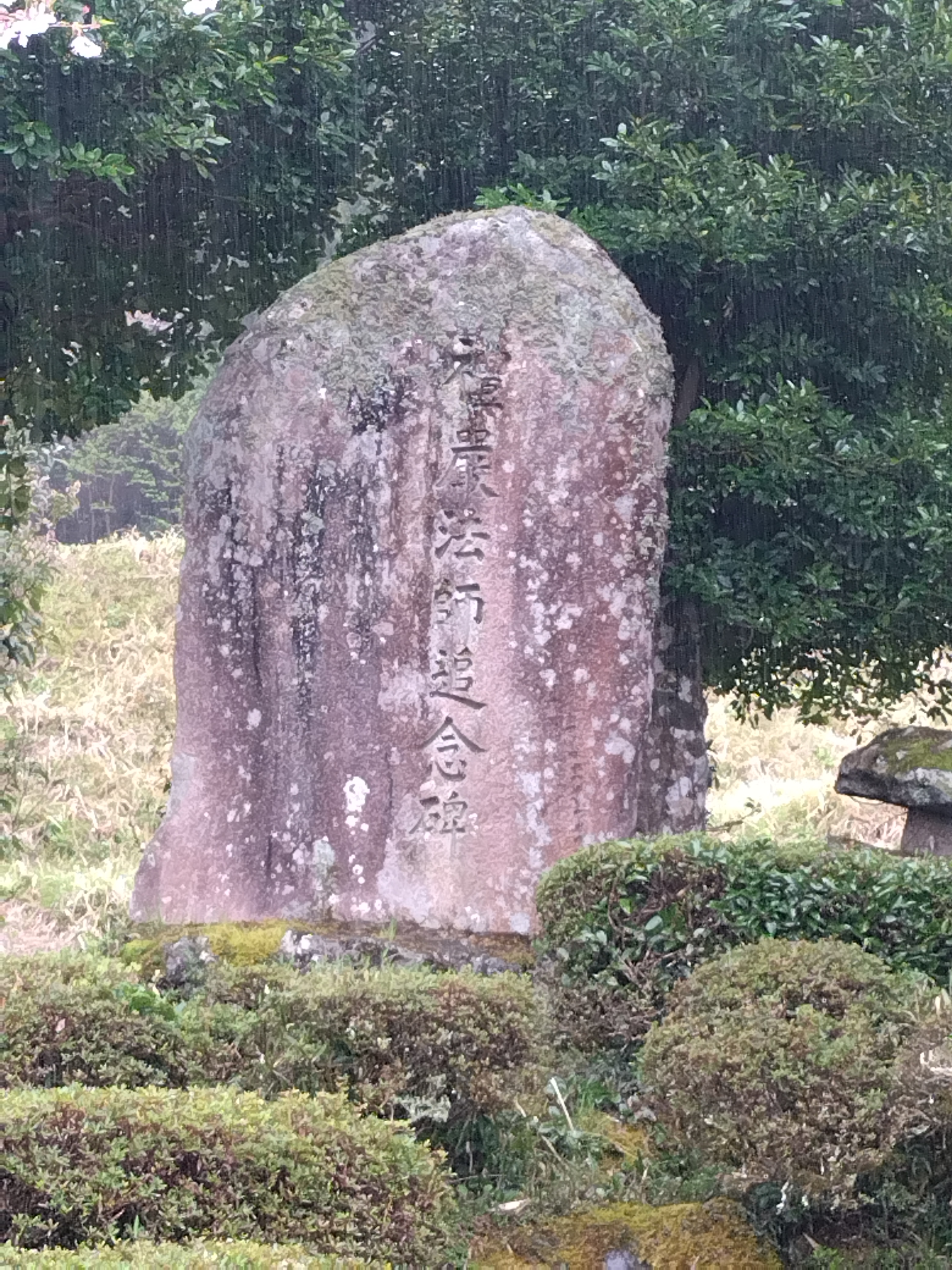
与謝野礼厳追念碑

#### 遺跡・古墳
10基以上の古墳と、古墳時代から平安期にかけての建物遺構や土器、刀剣、経塚など多数の遺跡・遺構が発見されている。
- 鴫谷東古墳 - 5世紀前半に築造された円墳[48]。直径63メートル[48]。葺石、埴輪列、形象埴輪が検出された[48]。1993年（平成5年）に京都府指定文化財に指定された[46]。
- 尾上古墳 - 鴫谷の北北西にある丘陵上の円墳。噴高16メートル、直径85メートル[49]。等高線上に円筒埴輪が敷き詰められた状態で発見された[49]。
- 温江丸山古墳 - 葺石のある二段築成の円墳だが、地形の制約を受けてやや楕円形の形状をしているが、発見が土砂採集の最中であったため、主体部は大きく損なわれた。野田川流域では白米山古墳と蛭子山古墳に次ぐ大型古墳で、直径約65メートル。石室とその周辺から鏡や直刀などの遺物が出土している[50]。
- 温江大塚古墳
- 小虫古墳群
- 谷垣遺跡 - 温江丸山古墳の丘陵地背後の鞍部に位置した4世紀の遺跡とみられ、埴輪棺と木棺の2種類の棺がそれぞれ複数発見された[51]。
- 鴫谷遺跡 - 古墳時代及び平安時代の遺跡で、1980年（昭和55年）に発掘調査が行われ、土器などが発見された[52]。
- 温江遺跡 - 弥生時代の遺跡で、複数回の発掘調査により、竪穴建物の遺構や多数の土器などが見つかっている[53]。
- 中上司遺跡 - 古墳時代及び平安時代の竪穴建物の遺構や多数の土器、輸入磁器などが見つかっている[54]。

#### 城址
- 谷垣城址  - 藤田左衛門氏輝の城跡[16]。
- 赤尾城址
- 稲葉城址 - 稲垣豊後守の城跡[16]。
- 温江城址 - 匹田孫四郎の城跡[16]。
- 尾上城址 - 新井佐吉郎の城跡[16]。

### 碑文
- 与謝野礼厳追念碑

### 伝承地
大江山に酒呑童子伝説の伝わる「鬼の岩窟」があり、山の中腹には麻呂子親王の鬼退治伝承にあらわれる御手洗の池があるなど、鬼退治伝説と縁が深い。麻呂子親王は鬼退治に訪れた際、自らの神像を彫って大虫神社に納めたとも伝えられる。

## 文化

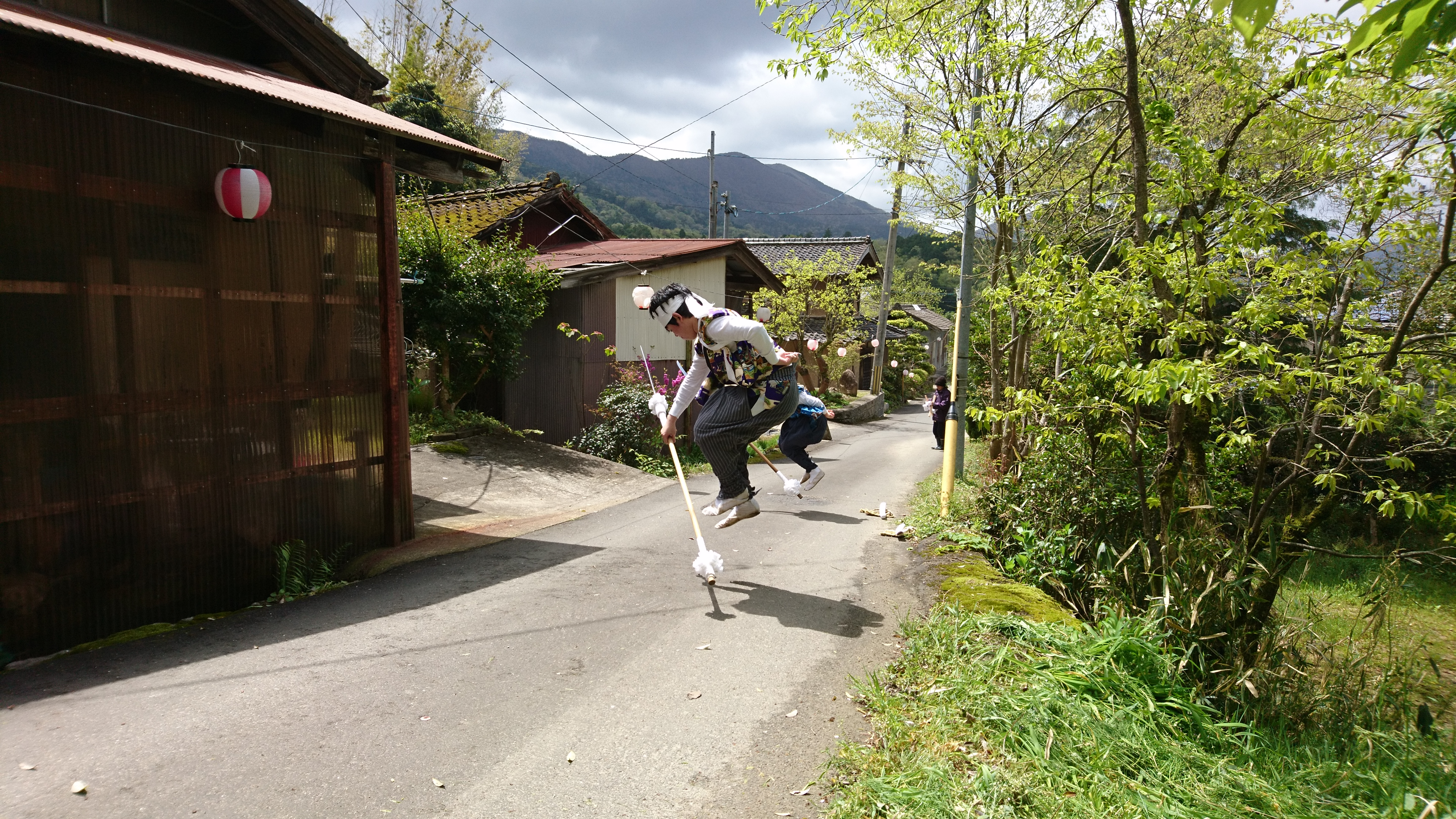
加悦谷祭の太刀振り（道振り）

地区最大の行事として、加悦谷祭がある。温江は旧加悦町域で唯一、太刀振りを伝承しており、奉納舞を行う。この太刀振りは昭和期に一度途絶えていたものの、1971年（昭和46年）頃に住民運動によって復活し、21世紀現在は保存会によって継承されている。

## 産業

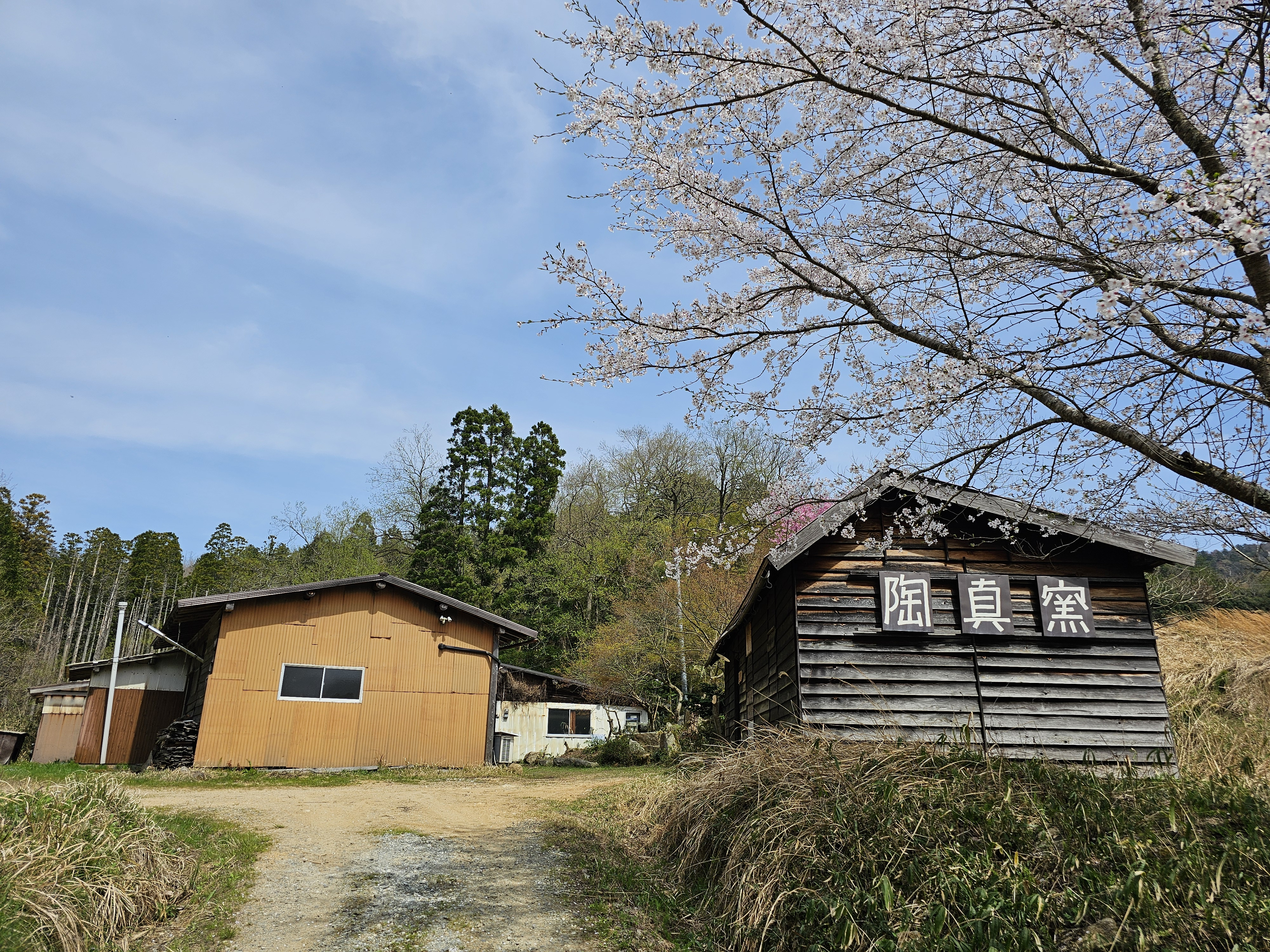
陶真窯

主産業は機業であるが、農業も行われている。近代には養蚕や畜産も行われたが、昭和期には廃絶した。
丹後ちりめんや西陣織に代表される機業は、1940年（昭和15年）の7・7禁令で一時壊滅するが、戦後に復興し、1974年（昭和49年）時点で全180戸のうち130戸が機業に従事していた（同年、専業農家は約10戸）。しかし、いずれも小規模な機屋、小規模な農家だった。地場産業としては丹後ちりめんが知られるが、勤め人の比率も高く、地区の南西部に町最大規模の町営住宅の尾上団地がある。
2002年（平成14年）、宮津市から陶芸家が移住して窯を造成し、陶真窯を開業し、作陶のかたわら陶芸教室を営む。

## 交通

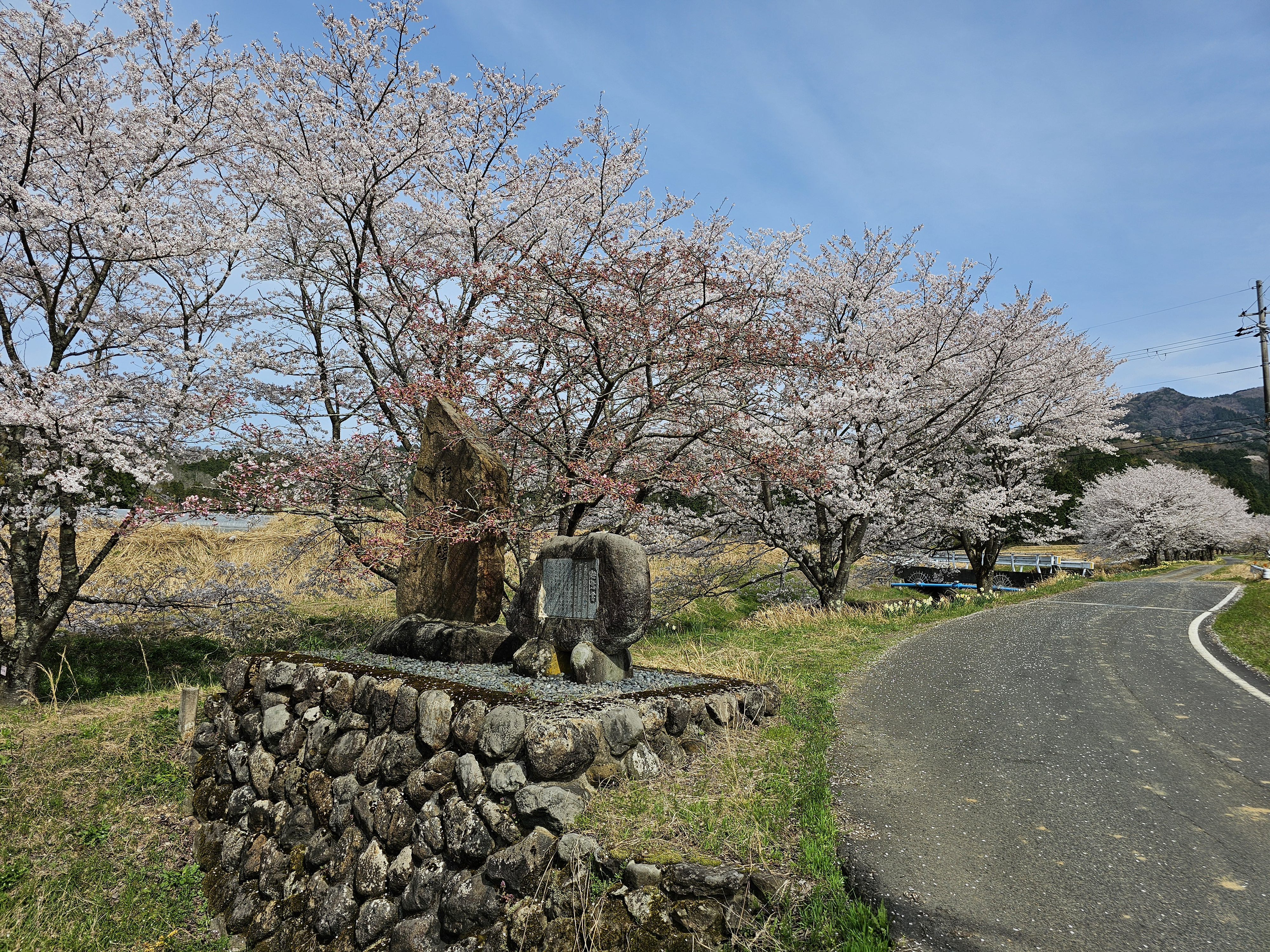
与謝野町温江の農道整備記念碑

国道176号線から京都府道温江加悦線が東に入り、小字虫本の集落に入る。虫本の奥、かや山の家が建つ大江山登山口からも舗装された自動車道が大江山中腹に公園として整備された小字池ヶ成まで続く。
また、府道温江加悦線から分岐して、府道温江明石線が北進する。

## 著名な出身者
- 与謝野礼厳 - 僧侶・歌人・社会活動家。与謝野鉄幹の父。